# روس 154

موقع روس 154 بالقرب من M22 إلى اليسار.

روس 154 هو قزم أحمر ذو تصنيف نجمي 10 ويُرى في كوكبة القوس، وهو على بعد مسافة حوالي 7و9. سنوات ضوئية بينه وبيننا. ينتمي النجم إلى فئة النجوم المتوهجة ولديه التصنيف V1216 Sagittarii كنجم متغير. مثل العديد من النجوم المظلمة القريبة ، تم اكتشافه من خلال حركته العالية المناسبة بواسطة فرانك إلمور روس، الذي تم ترقيمه في كتالوجه بـ 154. أقرب جيران لهذا النجم هو نجم السهم ، والذي يبعد 5.4 سنة ضوئية عن روس 154.

## الوصف
تم فهرسة هذا النجم لأول مرة من قبل عالم الفلك الأمريكي فرانك إلمور روس في عام 1925 ، وشكل جزءًا من قائمته الرابعة للنجوم المتغيرة الجديدة.  في عام 1926 ، أضافه إلى قائمته الثانية للنجوم التي تظهر حركة مناسبة قابلة للقياس بعد مقارنة موقعها مع لوحات فوتوغرافية التقطت سابقًا بواسطة زميل فلكي أمريكي "إدوارد إيمرسون بارنارد ".  تم تحديد قيمة تزيح أولية  ثانية قوسية 0.362 ± 0.006 في عام 1937 بواسطة Walter O'Connell باستخدام لوحات فوتوغرافية من تلسكوب ييل في جوهانسبرغ ، جنوب إفريقيا. هذا وضع النجم في المركز السادس للنجوم القريبة المعروفة آنذاك.

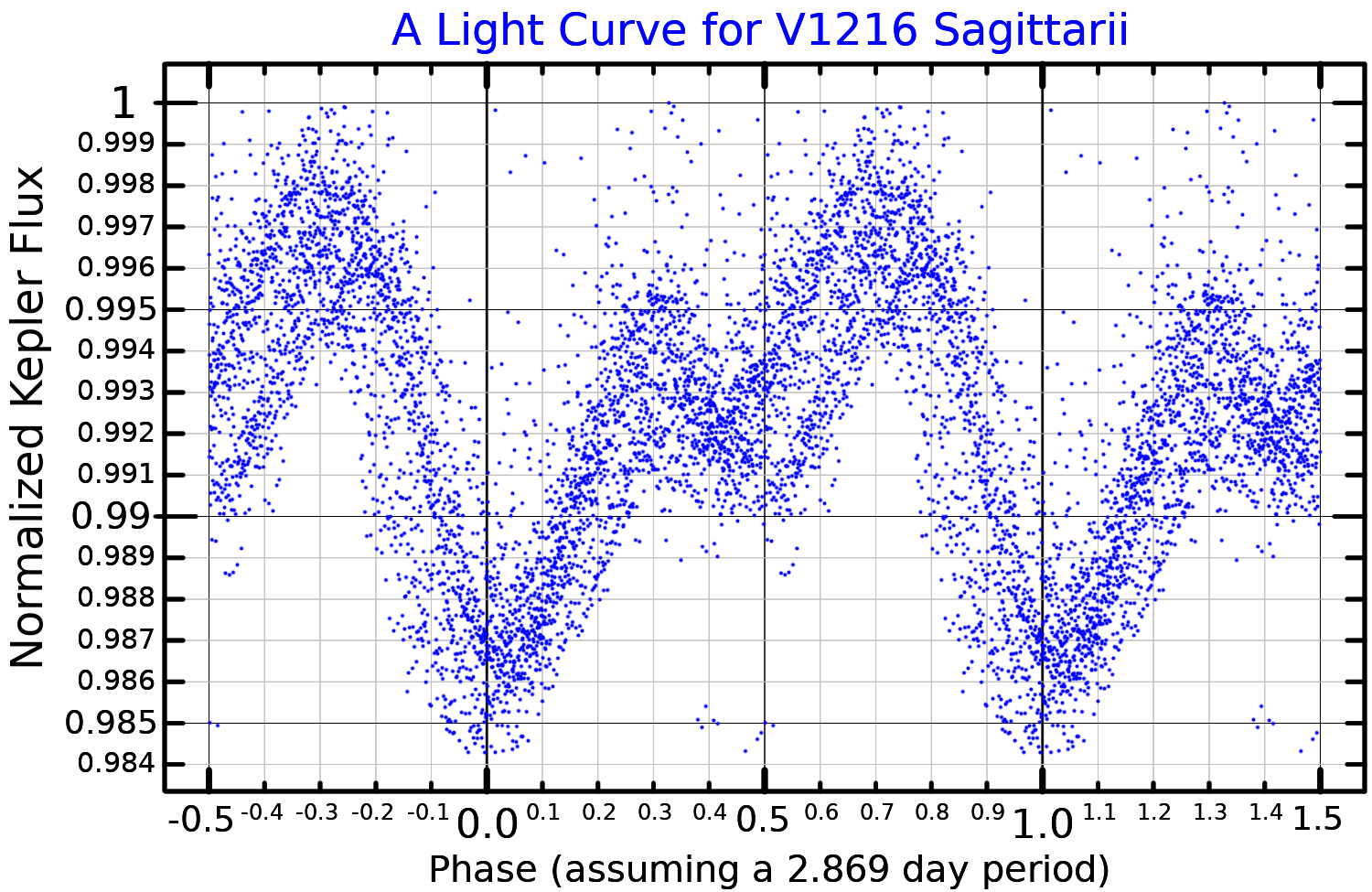
منحنى ضوئي عريض النطاق لـ V1216 Sagittarii ، مسجل من بيانات تلسكوب كبلر الفضائي لـ V1216 Sagittarii.

تم العثور على روس 154 على أنه لويتن 726-8 - من النوع نجم متوهج ، مع متوسط الوقت بين التوهجات الرئيسية لمدة يومين تقريبًا.  تمت مشاهدة أول نشاط توهج من هذا القبيل من أستراليا في عام 1951 عندما زاد حجم النجم بمقدار 0.4.  عادةً ، سيزداد النجم بمقدار 3-4 mag أثناء التوهج.  مجاله المغناطيسي يقدر بـ 2.2 ± 0.1 ألف جاوس.  روس 154 هو  مصدر للأشعة السينية وقد تم اكتشافه بواسطة العديد من مراصد الأشعة السينية. لمعان الأشعة السينية الهادئ حوالي  9 × 10  27  إرج/ثانية .  انبعاث توهج الأشعة السينية من تمت ملاحظة هذا النجم بواسطة مرصد شاندرا الفضائي للأشعة السينية ، مع توهج كبير بشكل خاص ينبعث منه طاقة قدرها  2.3 × 10  33  إرج.
إن تصنيف نجمي M3.5V يجعل هذا نجمًا قزم أحمر يولد الطاقة من خلال الاندماج النووي للهيدروجين في قلبه. تقدر كتلته 18٪ من  كتلة الشمس و 20٪ من نصف قطر الشمس ، لكنه يشع نحو 0.4٪ فقط من  لمعان الشمس.  على عكس الشمس حيث يحدث الحمل الحراري فقط في الطبقات الخارجية ، يكون الحمل الحراري في القزم الأحمر بكتلة منخفضة يكون كليا  بالحمل الحراري. استنادًا إلى الدوران النجمي ، من المحتمل أن يكون هذا نجمًا صغيرًا يبلغ عمره التقديري أقل من مليار سنة. وفرة العناصر أثقل من الهيليوم حوالي نصف ما هو موجود في الشمس.
لم يتم اكتشاف أي رفقاء ذوي كتلة منخفضة في مدار حول روس 154.  كما أنه لا يصدر  انبعاث أشعة تحت الحمراء  زائدة الذي قد يشير إلى وجود غبار محيطي. وجود قرص حطام يكون نادرا بين أنظمة النجوم من النوع M التي يزيد عمرها عن 10 ملايين سنة حيث يكون قد تم إزالن الغبار بشكل أساسي عن طريق الريح النجمية. لم يتم تحديده كعضو في مجموعة متحركة ويدور في مدار مجرة درب التبانة على مسافة من قلب المجرة تختلف من 27.65–30.66 kly (8.48–9.40 ك.فخ) مع انحراف مداري من 0.052 . استنادًا إلى سرعته المنخفضة بالنسبة للشمس ، يُعتقد أن هذا قرص نجم صغير ومعدنيته من معدنية (نجوم الجيل الأول) . هذا النجم سيجعله أقرب إلى الشمس بعد حوالي 157000 سنة ، عندما ينحرف مدار الشمس في المجرة إلى الداخل.

## روابط إنترنت
- SolStation.com: روس 154